# Чарас (наркотическое вещество)

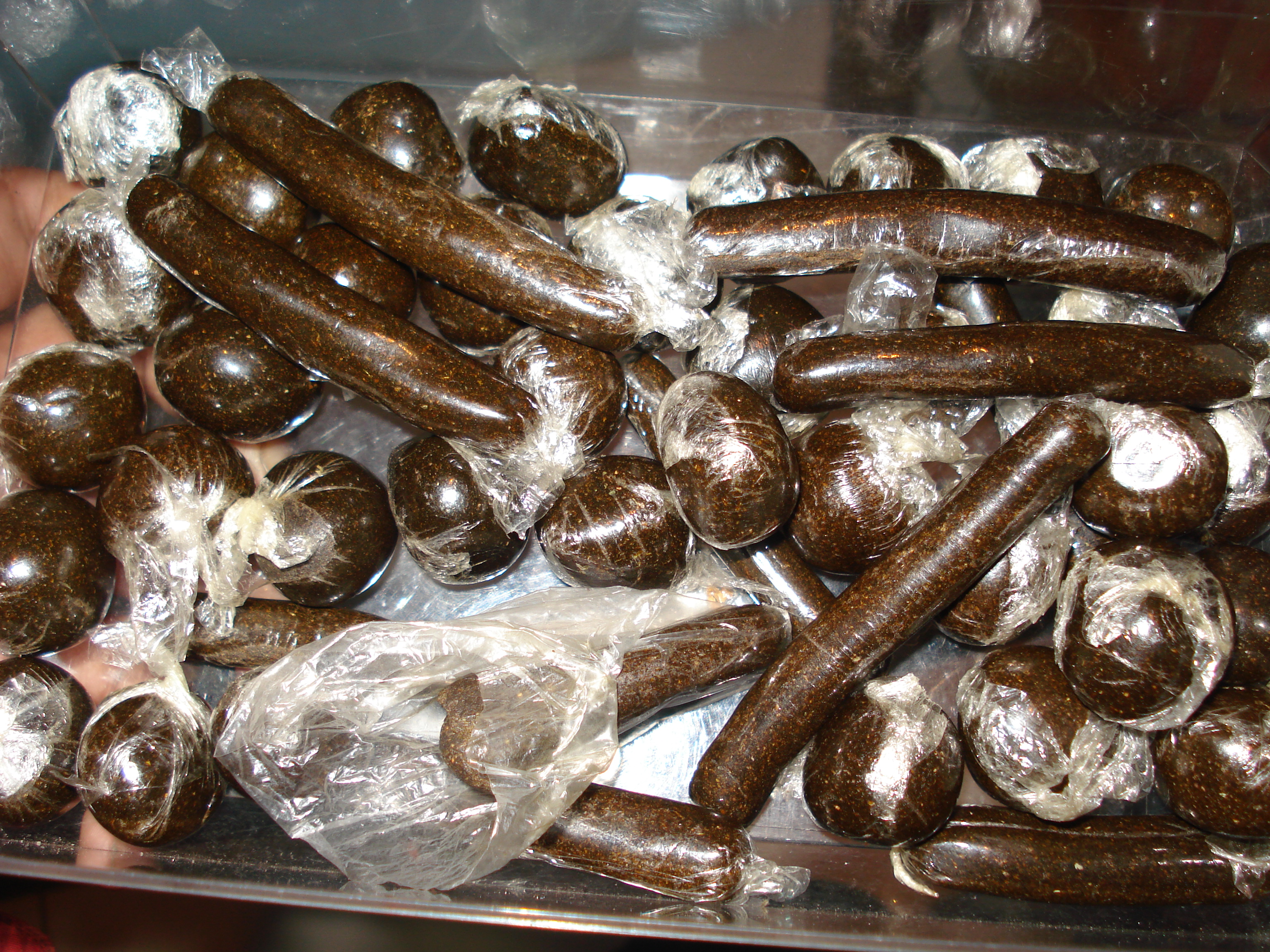
Шарики и колбаски чараса

Ча́рас, или чаррас (хинди चरस [ˈtʃərəs]; панджаби ਚਰਸ), — наркотическое вещество, чистая необработанная смолка, собранная с листьев и соцветий конопли индийской. Как и гашиш, содержит 60−65 % ТГК (для сравнения: в гашишном масле содержится 30−90 % ТГК, в стеблях конопли — около 3 %, в соцветиях — до 15 %, при этом в соцветиях селекционной сортовой конопли содержание ТГК может быть 30 %).

## Терминология
В законодательстве Индии и Пакистана «чарасом» называются любые смолы, полученные экстракцией из растения каннабис, включая гашишное масло.
В ряде источников термин «чарас» используется как синоним названия «гашиш» либо упоминается как местный термин для обозначения гашиша, либо указывается в качестве названия разновидности гашиша.
Слово «чарас» имеет азиатское происхождение, также называется «чёрным золотом».

## Сбор и приготовление
В 1950-х годах наиболее богатый урожай чараса собирался с растений в районе Яркенда в Синьцзян-Уйгурском автономном районе КНР на высотах от 900 до 1500 м над уровнем моря, где природные условия благоприятствуют росту индийской конопли. Сбор чараса на плато Центральной Азии и в Непале был бедным, а сам продукт — низким по качеству. В тропиках Индии, Африки и Малайзии, несмотря на то, что местная конопля богата наркотическими веществами, количество смолки обычно слишком мало для производства чараса.
Время сбора смолки наступает в сентябре-октябре, когда на верхушках женских растений конопли появляются большие пучки цветов. Эти цветы собираются и высушиваются, после чего растираются ладонями. Методы сбора смолки могут различаться. При одном из традиционных способов люди, одетые в кожаную одежду, идут утром после выпадения росы через конопляное поле, обтирая и обламывая растения на ходу руками. Приставшая к телу и одежде смолка затем используется для производства чараса и ганджи. Вместо растирания между ладонями женские растения конопли могут также топтать ступнями или обмолачивать соцветия над тканью, с которой затем собирают серовато-белую пыльцу. Качество продукта ухудшается при увеличении доли примесей и попадающих загрязнений, например, листьев и мелких веточек.
Полученная зелёная масса просеивается через сита, пока не становится мелким порошком, по консистенции напоминающим опилки или песок. В зависимости от плотности полотняных сит, через которые просеивается порошкообразная масса, она подразделяется на сорта. Высший сорт — наиболее тонкий и насыщенный смолой, при сдавливании такая пыль склеивается в комок; второй и третий сорт — более грубые и менее клейкие. Зиму полученное вещество проводит в сыромятных мешках, а весной выдерживается на солнце короткое время, достаточное, чтобы смола растаяла. После этого чарас выдерживается ещё несколько дней в мешках, спекаясь в единую массу, которая затем тщательно разминается деревянными скалками, пока из него не выделится определённое количество масла (в Пакистане вместо собственного масла используют пастообразную массу, приготовляемую из льняного семени, с которой тщательно перемешивают конопляный порошок). Затем из этой массы могут формироваться лепёшки или очень тонкие пластинки, либо она так и остаётся в виде тёмно-коричневых кусочков. После этого чарас пакуется в новые мешки и считается готовым к продаже и употреблению.

## Употребление
Свежий чарас — зеленоватая пластичная масса со специфичным запахом. В процессе хранения она меняет цвет на буровато-серый, твердеет и крошится, теряя при этом большую часть своих наркотических свойств. В идеальных условиях чарас сохраняет наиболее высокие психотропные характеристики в первый год хранения, затем постепенно теряя их до конца четвёртого года, когда становится окончательно неактивным. Высокая температура и влажность способствуют быстрейшему приходу чараса в негодность.
Чарас, как и ганджа, предназначен в первую очередь для курения. Как наиболее химически активный продукт из индийской конопли, чарас является единственным, для которого галлюциногенные эффекты проявляются регулярно. В силу более высокой, чем у ганджи, концентрации наркотических веществ чарас перед курением обычно смешивается с табаком в пропорции 1:2. Помимо использования в качестве рекреационного наркотика, в Индии чарас также применяли в лечебных целях, в частности, для ослабления зубной боли, или добавляли в корм для быков как тонизирующее вещество. Чарас также применялся при спазматическом кашле, некоторых респираторных и нервных расстройствах. Вплоть до 1962 года курение чараса могло рекомендоваться как средство от столбняка. В отличие от ганджи и наиболее слабой разновидности конопляных наркотиков — бханга, — уже в колониальной Индии употребление чараса для рекреационных целей считалось неприемлемым, а на курильщиков чараса смотрели как на изгоев; это отношение к курильщикам чараса сохранялось и позже. После получения независимости чарас был объявлен в Индии и Пакистане вне закона.
В Индии употребление чараса и бханга входит в традиции отдельных социальных групп населения, в частности, садху. Для садху каннабис является «наркотиком Шивы», и его употребление регулируется определёнными правилами. Садху не считают каннабис веществом для регулярного использования земными существами и, конечно, не женщинами. Но существуют «садху для туристов», подражающие настоящим и употребляющие чарас. Племя Афридий выращивало коноплю индийскую на протяжении сотен лет для народных средств и, по исследованию 2003 года, более 75 % их мужчин в возрасте около 15 лет пристрастны к чарасу, в то же время из-за местных традиционных ограничений доля употребляющих его среди женщин низка.
По свидетельству бывшего офицера спецназа Алексея Чикишева, в отдельных ротах и батареях во время Афганской войны в 1980-х годах до 90 % рядового состава курило чарас.

### Последствия употребления
Курение чараса имеет те же негативные последствия, что и иные виды курения каннабиса, однако с учётом более высокой концентрации психоактивных веществ, чем у марихуаны и других сортов гашиша, они могут быть более выраженными. В частности, в исследовании, проведённом в 1976 году в Индии, было показано, что среди женатых мужчин, начавших употреблять чарас или ганджу до свадьбы, стерильность наблюдается значительно чаще, чем среди мужчин, не употребляющих наркотические средства (5,7 % против 1 %). В отличие от бханга, потребление чараса и ганджи приводит к более частым нарушениям нормального сна. В Марокко в середине XX века значительная часть (до 25 %) пациентов, госпитализировавшихся в психиатрических лечебницах, получала диагноз «каннабисный психоз». Клинические исследования в Пакистане также показали более высокий процент курильщиков чараса среди пациентов, страдающих от психозов, чем среди населения в целом. Курильщики чараса демонстрируют потерю мотивации, апатию, социальную замкнутость, общую слабость, страдают частыми делюзиями.
Помимо психических, потребление чараса приводит и к долгосрочным соматическим расстройствам здоровья. Исследования конца 1930-х — первой половины 1950-х годов обнаружили, что регулярное курение чараса и ганджи ассоциируется с предрасположенностью к хроническому катаральному ларингиту, что связано с частым глубоким вдыханием дыма; статистически среди индийских потребителей чараса и ганджи был более высок и процент заболеваний туберкулёзом, хотя это могло быть связано и с тем, что они чаще относились к малоимущим слоям общества, в которых эта болезнь встречается чаще. Долгое активное курение чараса и ганджи приводит к нарушению нормального процесса голодных сокращений желудка и пищеварения в целом. Содержащиеся в наркотике вещества накапливаются в поперечных ресничных капиллярах, что приводит к высокой частоте конъюнктивитов среди курильщиков чараса и ганджи, как и вообще среди хронических потребителей каннабиса в любом виде (уровень заболеваемости превышает 72 %); при этом после того, как проходит непосредственный эффект от наркотика, слизистая оболочка глаза мутнеет, приобретая желтоватый оттенок. В целом заядлые курильщики чараса часто выглядят болезненно худыми, истощёнными, с бледной сероватой кожей и тусклыми, налитыми кровью глазами.

## Правовой статус
Чарас (смола каннабиса) занесён в список IV Единой конвенции ООН о наркотических средствах 1961 года, то есть признан особо опасным средством, для контроля которого каждая из сторон, подписавших конвенцию, может предусмотреть дополнительные меры.
В России гашиш, разновидностью которого считается чарас, включён в Список I Перечня наркотических средств, психотропных веществ и их прекурсоров, подлежащих контролю в Российской Федерации. Его оборот полностью запрещён, за употребление установлена административная ответственность (ст. 6.9 КоАП РФ), за незаконные приобретение, хранение и другие действия — административная и уголовная (ст. 6.8 КоАП РФ, ст. 228, 2281, 229, 2291 УК РФ). Незаконные действия признаются совершёнными в значительном размере, если масса вещества превышает 2 грамма, в крупном — 25 граммов, в особо крупном — 10 килограммов.